# Tetragnatha parva
Tetragnatha parva este o specie de păianjeni din genul Tetragnatha, familia Tetragnathidae, descrisă de Badcock în anul 1932.
Este endemică în Paraguay. Conform Catalogue of Life specia Tetragnatha parva nu are subspecii cunoscute.